# St. Martinville
St. Martinville es una ciudad ubicada en la parroquia de St. Martin en el estado estadounidense de Luisiana. En el Censo de 2010 tenía una población de 6114 habitantes y una densidad poblacional de 738,39 personas por km².

## Geografía
St. Martinville se encuentra ubicada en las coordenadas 30°7′34″N 91°49′53″O / 30.12611, -91.83139. Según la Oficina del Censo de los Estados Unidos, St. Martinville tiene una superficie total de 8.28 km², de la cual 8 km² corresponden a tierra firme y (3.44%) 0.28 km² es agua.

## Demografía
Según el censo de 2010, había 6114 personas residiendo en St. Martinville. La densidad de población era de 738,39 hab./km². De los 6114 habitantes, St. Martinville estaba compuesto por el 35.35% blancos, el 62.72% eran afroamericanos, el 0.25% eran amerindios, el 0.13% eran asiáticos, el 0.03% eran isleños del Pacífico, el 0.2% eran de otras razas y el 1.32% pertenecían a dos o más razas. Del total de la población el 1.37% eran hispanos o latinos de cualquier raza.